# グレッグ・マンセル
グレッグ・ナイジェル・マンセル（Greg Nigel Mansell、1987年11月8日 - ）は、イングランド（イギリス）・マン島ダグラス出身のレーシングドライバー、自転車ロードレース選手。
1992年F1ワールドチャンピオン、1993年CARTチャンピオンのナイジェル・マンセルの息子で、レーシングドライバーのレオ・マンセルの弟である。

## モータースポーツ
2000年に兄と一緒にカートからスタートし、同じシリーズで参戦していた。2006年、フォーミュラ・BMW UKでフォーミュラカーレースに進出。
しかし、フォーミュラ・BMWでは期待外れの結果に終わり、グレッグはわずか24ポイント、レオは無得点だった。

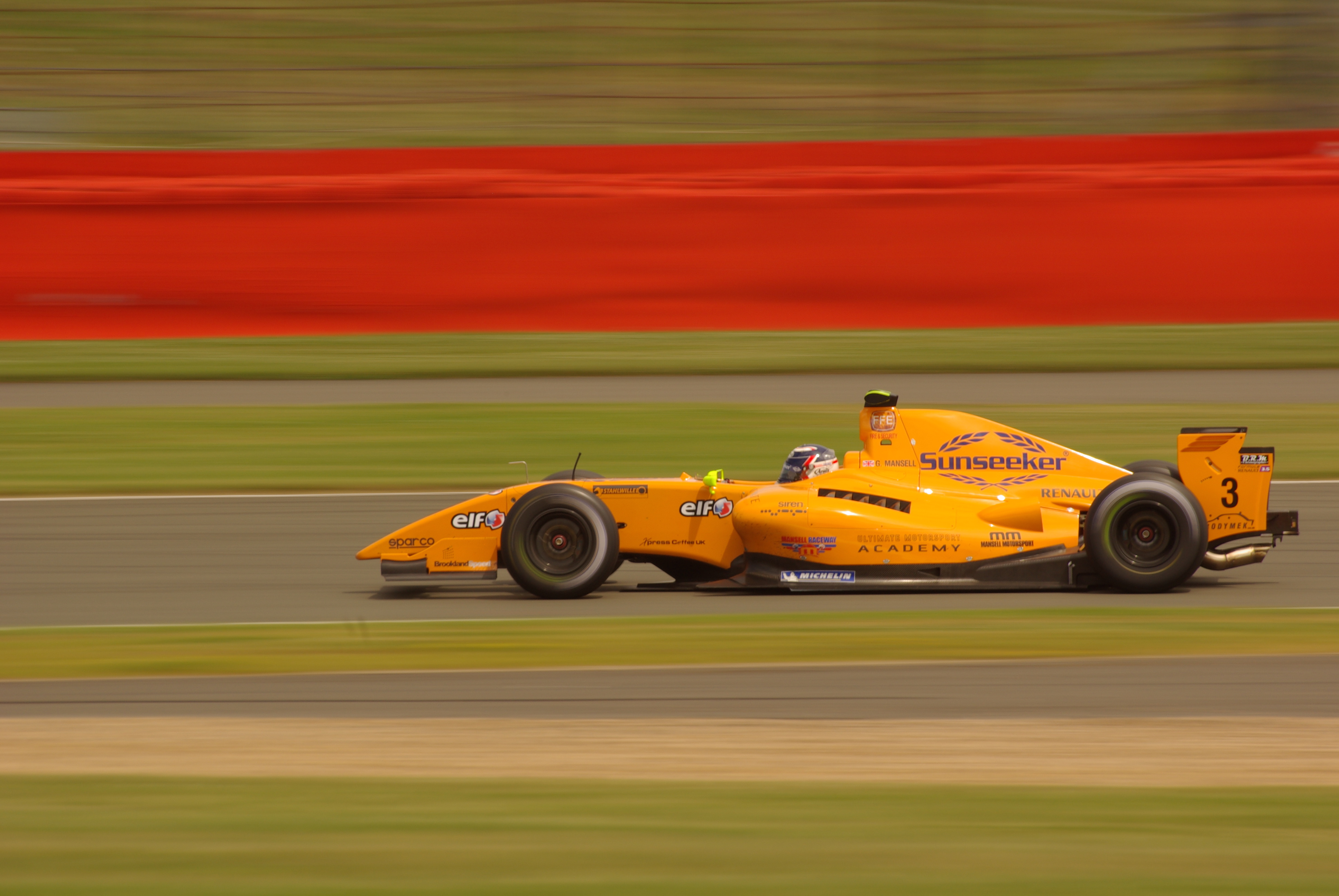
アルティメット・モータースポーツからフォーミュラ・ルノー3.5に参戦するマンセル（2009年シルバーストンラウンドにて）

同年にイギリスF3選手権最終戦スラクストンで招待選手としてフォーテック・モータースポーツから参戦し、レース1では2番目に速いタイムを記録し8位に入ったが、レース2ではエンジンのオーバーヒートにより18位に終わった。
2007年にはイギリスF3選手権でフル参戦を開始し、第2戦（ドニントン）のレース1では3位表彰台を獲得し、16回のトップ10フィニッシュ、更に第8戦（シルバーストン）・第10戦（クロフト）のレース1で3位表彰台に登り、79ポイントでランキング10位でシーズンを終えた。
2008年、レオと共にアメリカに渡り、ウォーカー・レーシングからアトランティック・チャンピオンシップに参戦した。翌年にはヨーロッパに戻り、フォーミュラ・ルノー3.5に参戦し、アルティメット・モータースポーツ、コムテック・レーシングからエントリーし、ランキング26位。2010年にはコムテックから参戦し、ステファノ・コレッティと組んだ。
2010年、兄のレオ、父のナイジェルと共にジネッタ-ザイテック・GZ09Sからル・マン・シリーズの一部のレース、ル・マン24時間レースに参戦。開幕戦カステレ8時間レースで総合9位（LMP1クラス8位）でゴールしたが、ル・マンでは4周目にナイジェルがドライブするGZ09Sの左リアタイヤがパンクしてクラッシュを喫し、親子でのル・マン挑戦は終わった。しかし第4戦ハンガロリンク1000kmレースで復帰し、LMP1クラスで優勝を飾っている。

## 自転車競技
2006年から水泳競技を出場していたマンセルは、2011年初頭に自転車競技に出場し、スワインマスのマウントバッテン・サーキットレースで初優勝。2011年のハルフォーズ・ツアー・シリーズではチーム・UK・ユースから出場。2012年の選手権トラックレースの男子オムニアムで11位、2013年では8位を記録。
2013年のアイランド・ゲームズのタウンセンタークリテリウムでジャージー代表の一員として出場し、銅メダルを獲得。また、男子ロードレースチームとタイムトライアルチームにも出場し、団体でも銅メダルを獲得した。
2014年、チーム・UK・ユースに所属したジョン・モールド、ジョシュ・ハントと共にNFTO・プロサイクリングに加入。

## レース戦績

### アトランティック・チャンピオンシップ
| 年      | チーム                 | 1      | 2      | 3       | 4      | 5        | 6       | 7       | 8     | 9    | 10    | 11      | 12 | 順位 | ポイント |
| ------- | ---------------------- | ------ | ------ | ------- | ------ | -------- | ------- | ------- | ----- | ---- | ----- | ------- | -- | ---- | -------- |
| 2008年  | ウォーカー・レーシング | LBH 13 | LS Ret | MTT DNS | EDM1 9 | EDM2 Ret | ROA1 12 | ROA2 13 | TRR 9 | NJ 7 | UTA 9 | ATL 5   |    | 10位 | 167      |
| 2009年  | ジェノア・レーシング   | SEB    | UTA    | NJ1     | NJ2    | LIM      | ACC1    | ACC2    | MDO   | TRR  | MOS   | ATL Ret | LS | 20位 | 4        |
| ソース: |                        |        |        |         |        |          |         |         |       |      |       |         |    |      |          |

- 太字はポールポジション、斜字はファステストラップ。(key)

### フォーミュラ・ルノー3.5
| 年      | チーム                           | 1        | 2         | 3        | 4        | 5        | 6        | 7         | 8        | 9        | 10        | 11        | 12       | 13        | 14       | 15        | 16       | 17       | 順位 | ポイント |
| ------- | -------------------------------- | -------- | --------- | -------- | -------- | -------- | -------- | --------- | -------- | -------- | --------- | --------- | -------- | --------- | -------- | --------- | -------- | -------- | ---- | -------- |
| 2009年  | アルティメット・モータースポーツ | CAT 1 13 | CAT 2 10  | SPA 1 13 | SPA 2 9  | MON 1 13 | HUN 1 15 | HUN 2 Ret | SIL 1 11 | SIL 2 22 | BUG 1 12  | BUG 2 Ret | ALG 1 11 | ALG 2 13  | NÜR 1    | NÜR 2     |          |          | 26位 | 4        |
| 2009年  | コムテック・レーシング           |          |           |          |          |          |          |           |          |          |           |           |          |           |          |           | ALC 1 10 | ALC 2 14 | 26位 | 4        |
| 2010年  | コムテック・レーシング           | ALC 1 8  | ALC 2 Ret | SPA 1 5  | SPA 2 14 | MON 1 15 | BRN 1 11 | BRN 2 14  | MAG 1 18 | MAG 2 12 | HUN 1 Ret | HUN 2 5   | HOC 1 6  | HOC 2 Ret | SIL 1 10 | SIL 2 Ret | CAT 1 9  | CAT 2 16 | 15位 | 23       |
| ソース: |                                  |          |           |          |          |          |          |           |          |          |           |           |          |           |          |           |          |          |      |          |

- 太字はポールポジション、斜字はファステストラップ。(key)

### ル・マン24時間レース
| 年      | チーム                   | コ・ドライバー                      | 車両                      | クラス | 周回数 | 順位 | クラス 順位 |
| ------- | ------------------------ | ----------------------------------- | ------------------------- | ------ | ------ | ---- | ----------- |
| 2010年  | ビーチディーン・マンセル | ナイジェル・マンセル レオ・マンセル | ジネッタ-ザイテック GZ09S | LMP1   | 4      | DNF  | DNF         |
| ソース: |                          |                                     |                           |        |        |      |             |